# Schumpeterovo pojetí demokracie
Schumpeterovo pojetí demokracie vychází ze spisu Kapitalismus, socialismus a demokracie (vydáno 1942), v němž americký ekonom rakouského původu Joseph A. Schumpeter (1883-1950) podal nástin svých myšlenek, jejichž jádrem je názor, že osud kapitalismu je předurčen ke krachu. Jeho konec vychází z vlastního fungování a struktury kapitalismu a postupně bude nahrazen  socialismem. Autor se ptá, jaká je role demokracie v takovém socialistickém zřízení, o němž byl přesvědčen, že se ve světě prosadí jako vítězný model společenského zřízení.

## Analýza pojmů lid a vláda
Schumpeter analyzoval dvě základní komponenty pojmu demokracie, tedy demos – lid a kratein – vláda. Zjistil, že taková analýza je bezvýsledná, protože není možné zcela přesně definovat pojem lid. Ten je v různých společnostech pojímán rozdílně. Někde mají členové společnosti zákaz volebního práva a tedy participace na moci z důvodů náboženských, pohlaví, vyznání či rasy. Jedná se de facto  o analogii  censu pro nezletilost či duševně nemocné a vyřazení těchto občanů z volební účasti v demokraciích. Je tedy vhodné, aby se každý lid definoval sám. Definice vlády je také obtížná, protože jejích forem existuje nekonečně mnoho.  Vláda v demokracii pro něj znamená především politickou metodu čili „metodu, pomocí které národ činí rozhodnutí“. 

## Klasický model demokracie
Schumpeter upozornil na fakt, který nejen on považoval za chybu  typickou  zejména pro politické myšlení  18. století.  Tehdy byl totiž základ  demokracie pojímán  především v obecné vůli občanů, skrze něž se má uskutečňovat  hlavní zájem -  obecné blaho společnosti. Tento model uvažování o demokracii je podle Schumpetera tzv. klasickým pojetím demokracie , o kterém říká:
| „                                                                    | Demokratická metoda je takové institucionální uspořádání pro činění politických rozhodnutí, které uskutečňuje obecné blaho tím, že umožňuje lidu rozhodovat prostřednictvím volby jednotlivců, kteří se scházejí ve shromáždění, aby konali vůli lidu. | “ |
| — Joseph A. Schumpeter Capitalism, Socialism and Democracy. (s. 250) | |   |

### Kritika klasického pojetí demokracie
Schumpeter tento přístup k demokracii výrazně kritizuje. Především si vybírá model obecného blaha,  vůči němuž namítá:
1. Obecné blaho nelze ztotožnit s jednotlivcem či skupinou ve společnosti. Pro ně bude obecné blaho vždy něco jiného, než výsledný kompromis. Každý jedinec sám o sobě zastává nejvyšší hodnoty, které nelze podřídit vyššímu společnému jmenovateli.[5]
2. I pokud by se teoreticky podařilo dosáhnout shody o tom, co je to obecné blaho, pak budou i nadále přetrvávat velké rozdíly v názorech jaké prostředky mají být užity k jeho dosažení.
3. Jelikož neexistuje žádné obecné blaho, neexistuje ani obecná vůle, jejímž předmětem by obecné blaho mělo být.[6]

Těmito argumenty jsou dle myslitele vyvráceny základy existence klasického pojetí  demokracie. Občané se chovají v běžném životě podle své dosavadní zkušenosti, znalostí a zájmů, tedy de facto racionálně. Obdobným způsobem racionálně se bude jedinec  rozhodovat ve věci politických záležitostí, které se ho přímo dotýkají. Tedy politiky na úrovni místní a z té státní, pak hlavně v otázkách týkajících se jeho peněženky. Schumpeter si ale klade otázku, jak se tito občané chovají ve věcech dalších politických problémů, také racionálně?
Odpověď nezní lichotivě:
| „                                                                    | Jakmile typický občan vstoupí do politické oblasti, propadne se na nižší úroveň mentálního výkonu. Argumentuje a analyzuje způsobem, který by ve sféře svých skutečných zájmů ochotně uznal za dětinský. Stává se opět primitivem. | “ |
| — Joseph A. Schumpeter Capitalism, Socialism and Democracy. (s. 262) | |   |

Tedy v obecně politických problémech jedinec pozbývá smyslu pro realitu a racionálního zhodnocení faktů. Navíc pro opravdu běžného občana jsou tyto problémy méně zajímavé, než jeho koníčky  a komunikuje je způsobem nezávazného hovoru.  Ještě závažnější je ale to, že takový občan bude jednat na základě iracionality, když bude pod palbou technik masového ovlivňování, stejných  jaké jsou používány v reklamě. Pokud takoví jednotlivci vytváří většinu voličstva, pak  se  obecná vůle rovná vůli vyrobené.
Proto podle Schumpetera  neexistuje demokracie v klasickém pojetí svého smyslu, kdy si lid vytváří postoj k různým  řešením politických problémů  (tím postojem je obecné blaho) a jejich provedením v souladu se svým názorem  (obecnou vůlí)  následně vyvolí své zástupce.

## Alternativní pojetí demokracie
Proto preferuje realistické pojetí demokracie, které se od toho klasického liší v důrazu na lidskou přirozenost  či v nemožnosti poznání skutečného obecného blaha.  Toto jiné, alternativní pojetí demokracie pak definuje:
| „                                                                    | Demokratická metoda je takové institucionální uspořádání pro činění politických rozhodnutí, v němž jednotlivci získávají moc rozhodovat v konkurenčním souboji o hlas lidu. | “ |
| — Joseph A. Schumpeter Capitalism, Socialism and Democracy. (s. 269) | |   |

### Rozdíly obou pojetí
Rozdíl mezi oběma pojetími lze spatřovat v tom, komu je svěřeno rozhodování o politických otázkách. U klasického modelu (tj. přímé demokracie) je tím, kdo provádí rozhodnutí lid a lid pak také pověřuje zvolené zástupce výkonem těchto rozhodnutí.  U Schumpeterovy alternativní koncepce (tj. nepřímé demokracie) však lid samotný přímo nerozhoduje o politických záležitostech, ale vybírá si osoby ve volbách, které pak činí rozhodnutí za něj. Tedy tento koncept nevyžaduje na voličích-občanech, aby byli politicky  racionální, ani aby se snažili domoci obecného blaha.  Tyto kvality musí prokázat zvolení jedinci, kteří získali největší počet hlasů ve volbách. Lid drží suverenitu a politickou oprávněnost ve svých rukách tím, že vládu vybírá a pokud se neosvědčí, pak jí v následujících volbách podporu upírá.
Schumpeter se domnívá, že hlavním cílem každých demokratických voleb je vznik vlády. Vztah vlády k parlamentu je kopií vztahu vlády k lidu. Pokud je vláda přiměřeně silná, tak parlament nepřichází s návrhy na řešení politických otázek, nenabízí „obecnou vůli“,  ale jen vydává souhlas či nesouhlas s návrhy vlády. Všechna hlasování v parlamentu tak de facto představují hlasování o důvěře nebo nedůvěře vládě.
Samotný lid potřebuje politické vedení, protože není schopen se dostatečně kompetentně řídit sám.  Politický vůdce má předkládat návrhy na řešení problémů a provést výsledné rozhodnutí. Lid však stále disponuje právem ho odvolat a vyměnit, pokud s ním není spokojen.  Tento přístup  k demokracii s terminologií politických předáků (leaders) nebo stran  je analogický k situaci firem, které soutěží na trhu  se svými produkty o přízeň zákazníků a nazývá se proto ekonomickou teorií demokracie.
Tento přístup demokracie, jakožto soutěže politických stran o hlasy voličů však detailně popsal až americký ekonom Anthony Downs. (Downs, A. (1957): An Economic Theory of democracy. New York. Harper and Brothers).